# 童生试

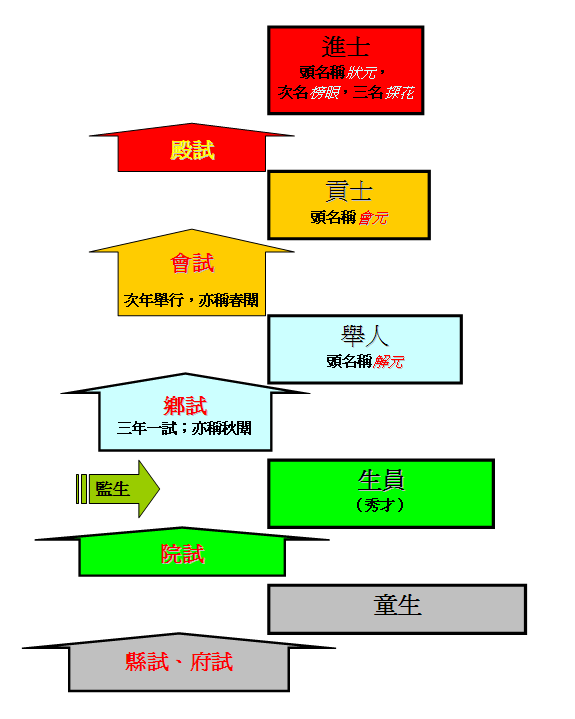
明清科举考试、人员身份名称

童生试、童子试:43、童试，俗称考秀才，是明清科举中的初级考试。分为县试、府試、院试三个阶段。
参加县试的平民称俊秀。县试由县衙主办，知县担任主考官。两年举行一次，没有录取名额的限制。县试后一、两月进行府試，由知府或知州同知主考。通过府試者即称童生。府试完毕，造册申送省府學政，准许参加院试。院试一般两到三年举办一次，由学政主持。童生通过后，即成生员（秀才）。
有认为各县童生名额以上缴钱粮多寡进行分配。清代科举人口高于历代王朝，但童生人数无具体统计数据。乾隆年间，地方官学的“应试童生自一千数百以至二、三千人所在所有”。较为贫穷的安徽婺源县“应童子试，常用至千数百人”。人口更为稀少的贵州，一县亦有四、五百人应试。现代研究者据此推断，清代平均每县童生数量不少于一千人。除地主階級外，童生多出身于自耕农、手工业者、商人家庭:42—45。
举办童生试的地方官学考场称试院、考棚:79。